# Skříňový automobil

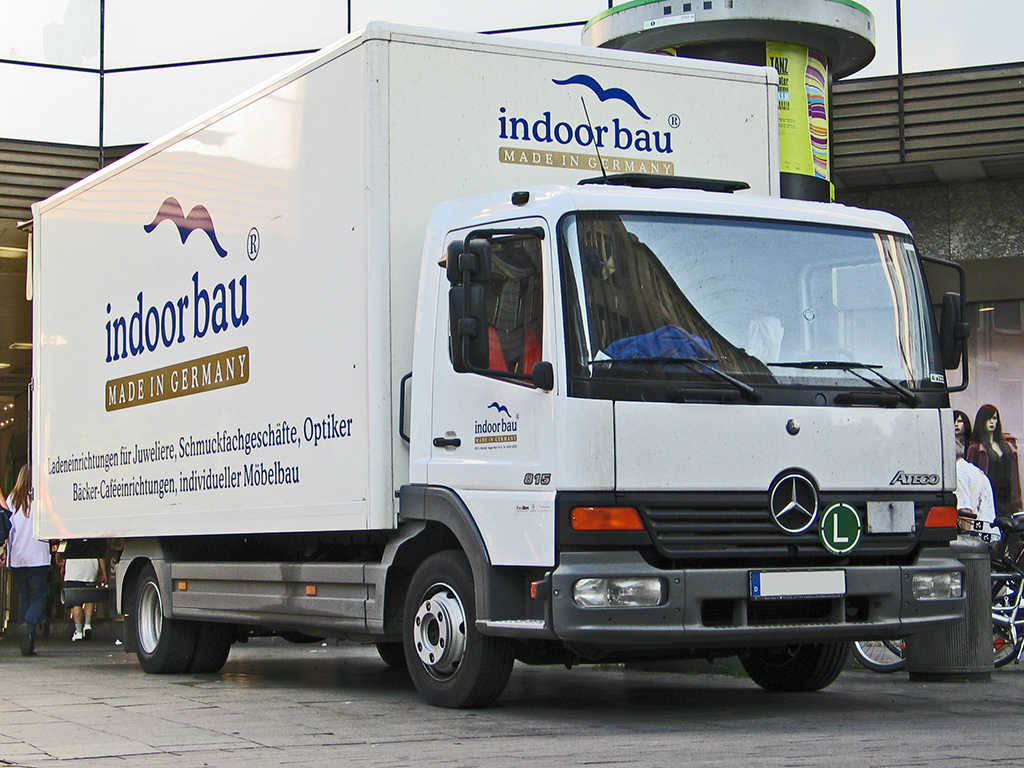
Moderní skříňový nákladní automobil

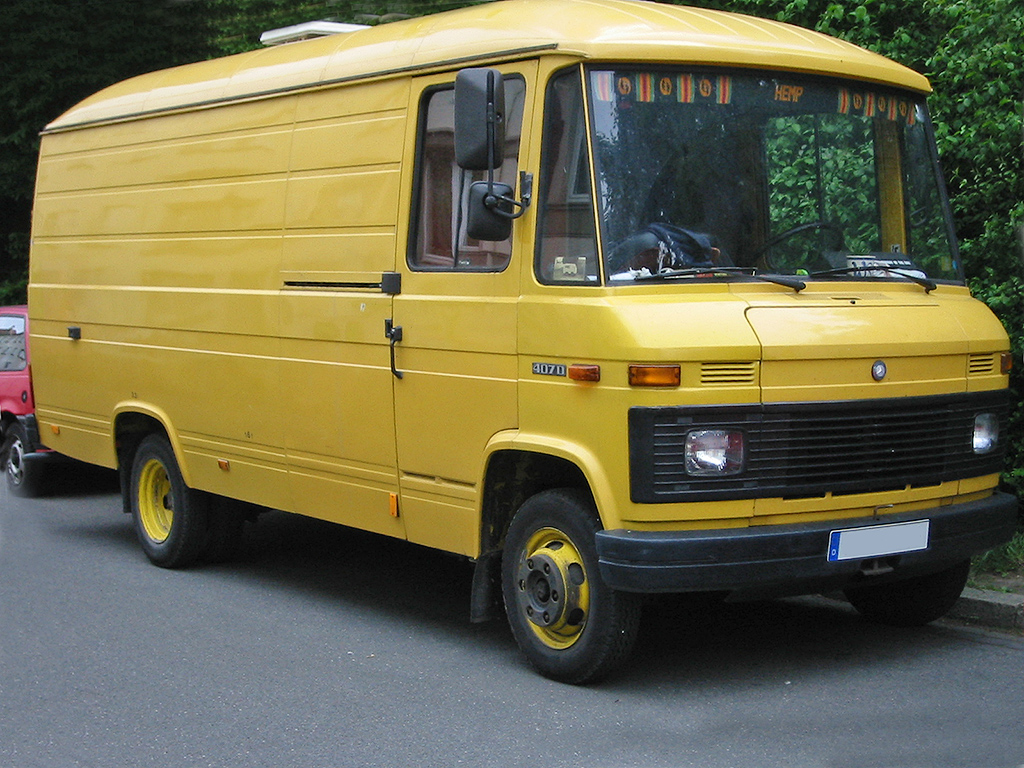
Van v dodávkové verzi

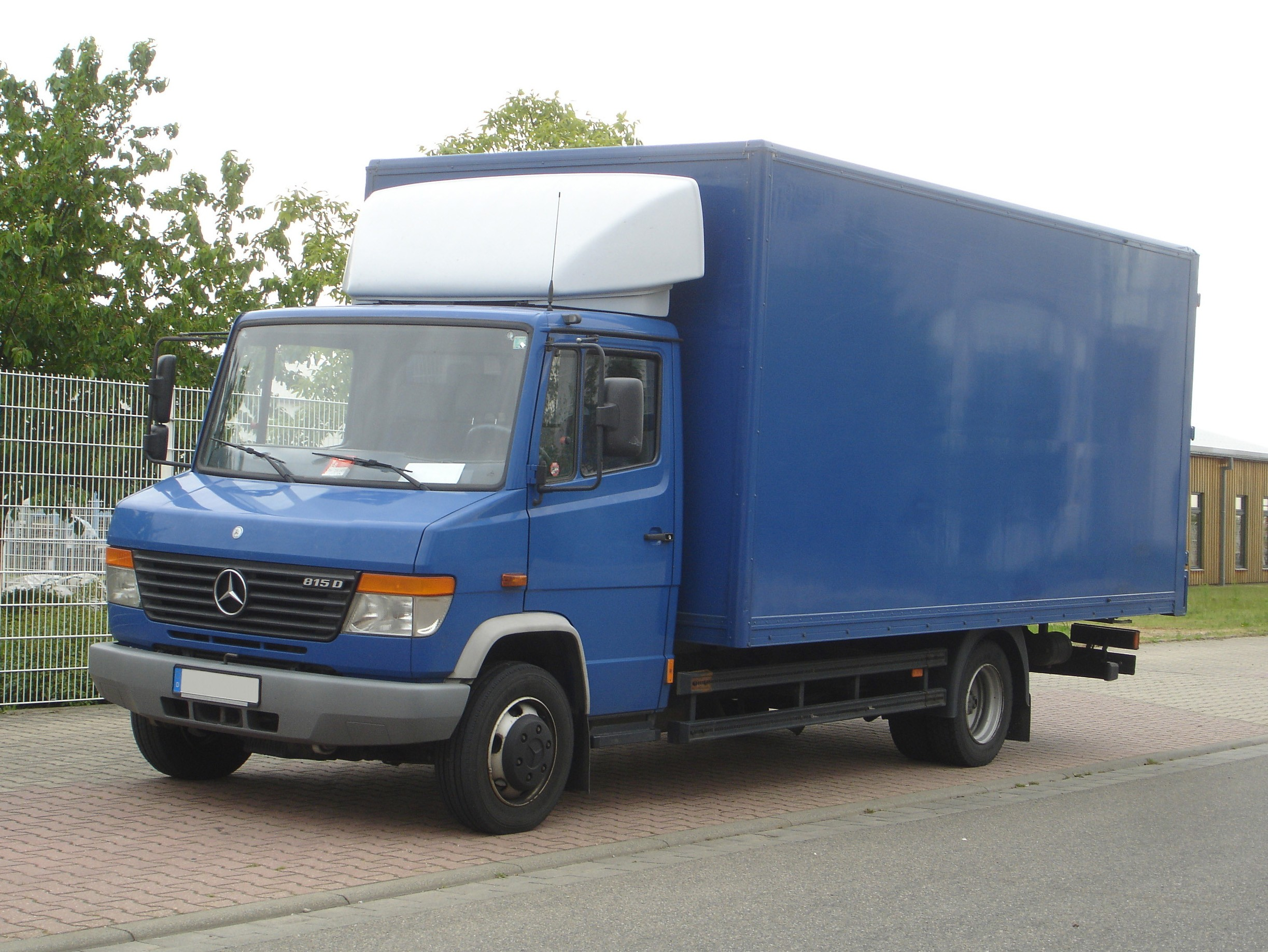
Van ve skříňové verzi

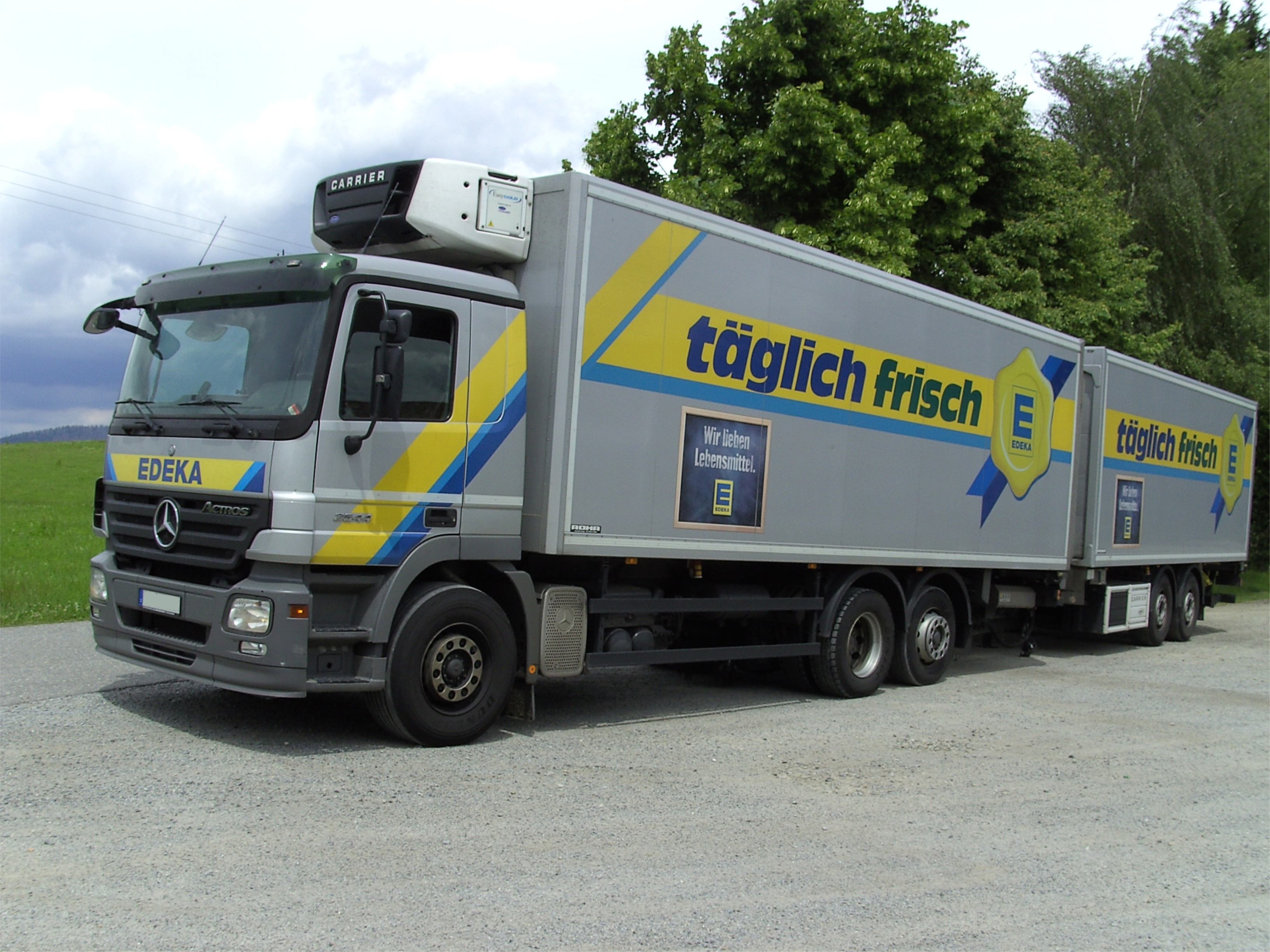
Mrazírenská nástavba

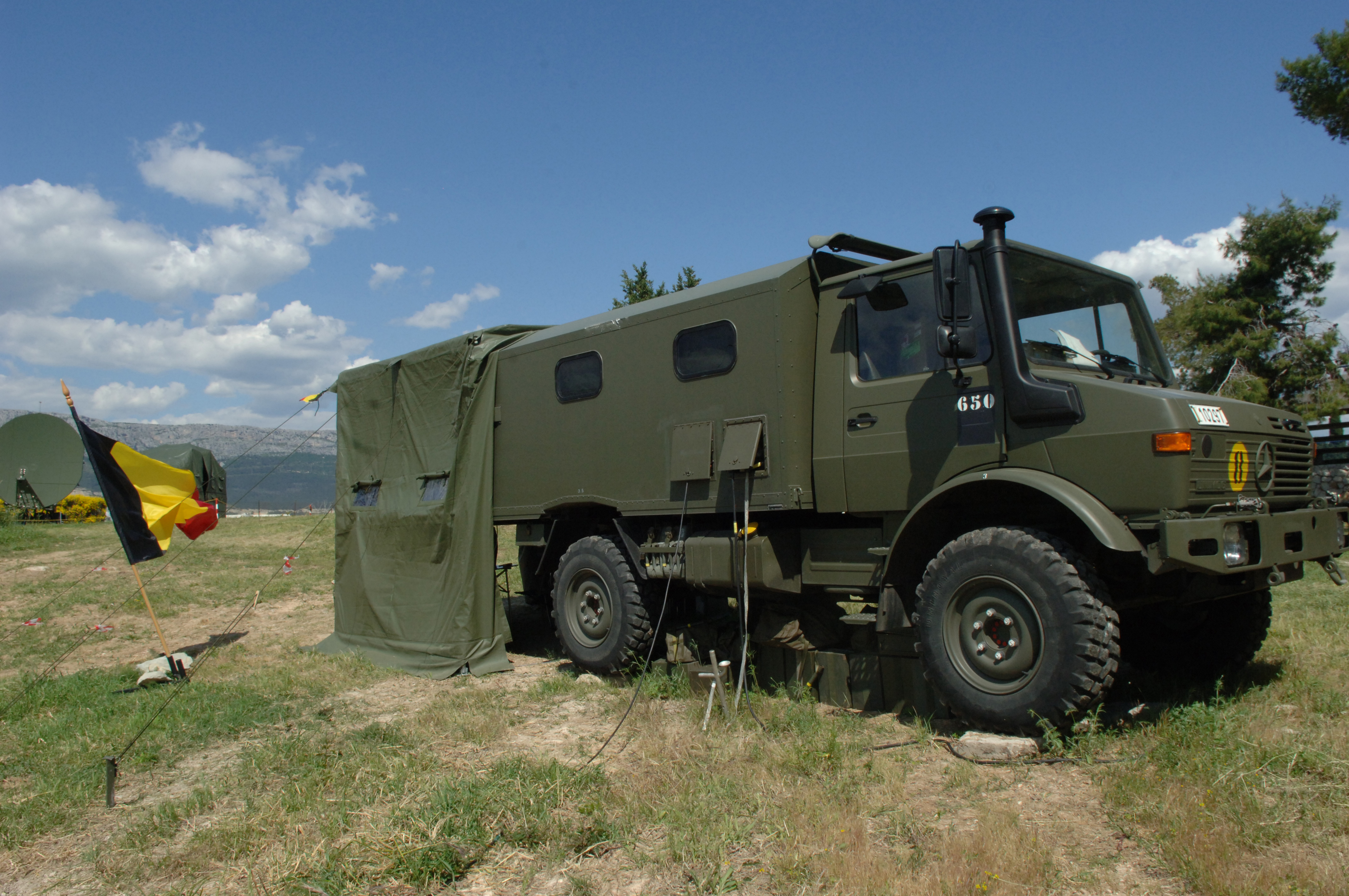
Vojenská skříň

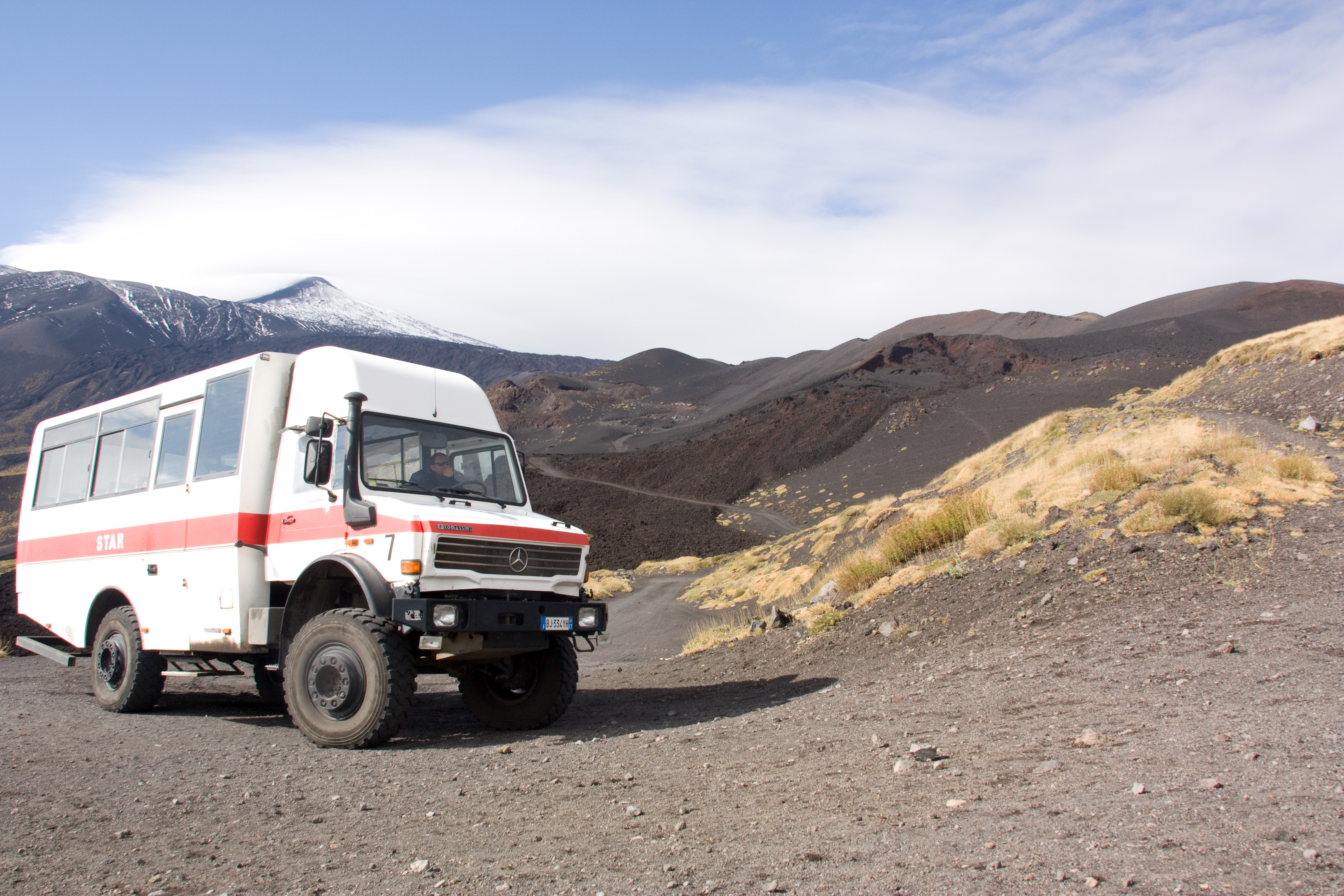
Přepravník osob

Skříňový automobil nebo také automobil se skříňovou nástavbou je nákladní automobil, který má montovanou samostatnou skříň na univerzálním podvozku. Skříň tvoří celek funkčně i vizuálně odděleny od kabiny pro řidiče. U evropských vozidel s trambusovou kabinou je kabina běžně sklopná vpřed pro přístup k motoru.

## Příbuzná vozidla
Menšími příbuznými skříňových automobilů jsou dodávkové automobily, velkoprostorová kombi a pick-upy. U automobilů označovaných jako "VAN (Ford Transit, LDV Convoy) je dostupná jak dodávková, tak skříňová verze. U dodávkové verze tvoří skříň i kabina pro posádku jediný celek. Tvar skříně plynule navazuje na kabinu. Skříňová verze využívá univerzální podvozek s kompaktní kabinou řidiče. Skříň pro náklad je konstruována jako samostatný celek.

## Konstrukce skříně
Skříň montovaná na univerzální podvozek má rovnou podlahu, do které nezasahují blatníky, pevnou, nesnímatelnou střechu a bočnice. Zadní čelo zabírají dvojkřídlé dveře, v Americe často roleta. Pokud ovšem není zadní čelo nebo jeho část nahrazeno zvedací plošinou. Bočnice jsou rovné, hladké, často ze sendvičových panelů. Uvnitř skříně, v podlaze, bočnicích i stropu je dostatek úchytů pro připevnění nákladu. V pravé bočnici mohou být další jednokřídlé dveře.

## Odvozená provedení
Kromě jednoduché skříně existuje řada odvozených provedení, konstruovaných podle specifických požadavků.
- Izotermická skříň – je kvalitně tepelně izolovaná, i když nemá vlastní chladicí zařízení. Používá se při přepravě choulostivějších potravin na krátké vzdálenosti.
- Mrazírenská nástavba – mimo kvalitní tepelné izolace stěn, střechy i podlahy má vlastní chladicí agregát. Ten je za jízdy poháněn vlastním benzínovým nebo naftovým motorem. Při odstavení vozidla může kompresor chladicího zařízení pohánět elektromotor. Na chladicím agregátu je pro tyto účely přívodka pro připojení do rozvodné sítě.
- Pojízdná dílna – individuálně podle potřeby servisních a stavebních firem je do skříňové nástavby vestavěna rozměrově skromná, ale dobře vybavená dílna. Nejčastěji zámečnická, elektrikářská, případně s výbavou pro opravy mobilní techniky, kterou nelze odtáhnout do servisu (traktory, bagry). Součástí dílny běžně bývá svařovací souprava a elektrocentrála pro výrobu elektřiny.
- Mobilní radiostanice – pro potřebu vojáků se do skříňových nástaveb montují nejrůznější spojovací a radiotechnické prostředky, včetně anténních systémů. V civilu tomu odpovídají přenosové vozy televizních společností.
- Přepravník osob – pro stavební a důlní firmy zhotovují výrobci nástaveb skříně vybavené sedačkami a okny pro přepravu osob. Ty se montují na podvozky terénních automobilů a umožňují dovézt pracovníky na místa pro konvenční autobusy nedostupná.
- Přepravník koní – skříň vozidla je upravena pro přepravu koní včetně obytného prostoru pro posádku vozidla. Kabina může být přímo spojená (průchozí) s nástavbovou skříní.

## Vlečná vozidla
Skříňová vozidla pro přepravu zboží včetně mrazírenských se běžně zhotovují i jako vlečná vozidla - přívěsy a návěsy.